# Fort Christian

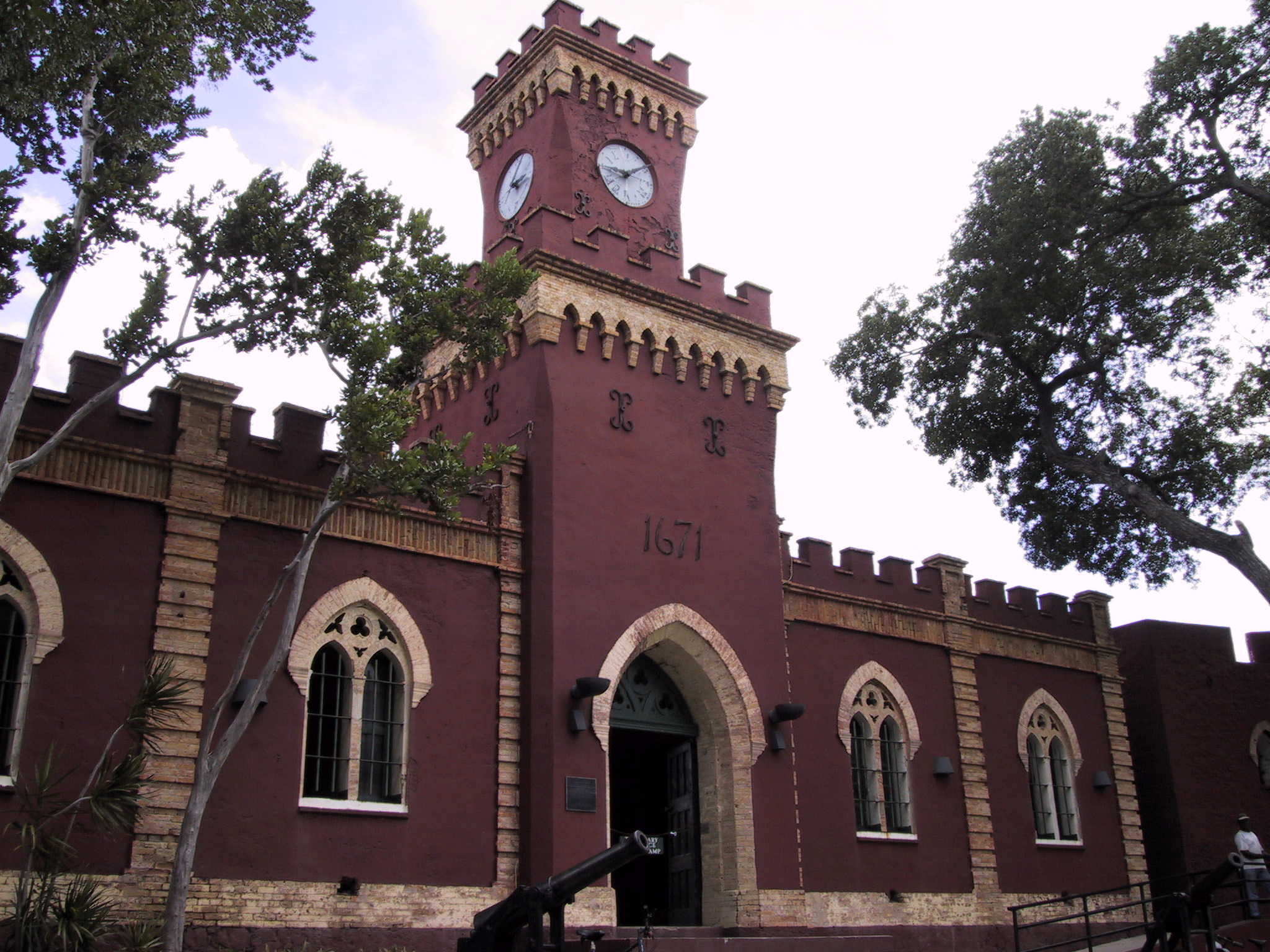
Fort Christian

Fort Christian ligger i Charlotte Amalie på Sankt Thomas i ögruppen Amerikanska Jungfruöarna (U.S. Virgin Islands), före detta Danska Västindien. Uppförandet av fortet, som blev uppkallat efter kung Kristian V av Danmark, påbörjades 1671. Fortet är den äldsta bevarade byggnaden på Jungfruöarna.
Fortet användes tidigare som bostad för guvernören, kyrka, rådhus, polisstation och fängelse. Idag är det museum.

## Historia
År 1724 ersattes vid en större ombyggnad av fortet dess dåvarande timmerkonstruktion med den nuvarande röda murstenen. 1874 blev utkikstornet Tryborg och den norra delen förstörda, och klocktornet byggdes, samtidigt som många lagerrum och kontor byggdes om till fängelseceller. Bland annat blev plantageägare som inte betalat skatt fängslade där.
Den nedersta delen av fortet byggdes 1971 om till museum, medan den övre delen fortfarande användes som polisstation och fängelse. Fortet utnämndes 1977 till ett nationellt historiskt landmärke. 
Först 1983 fick de intagna och polisen nya lokaler, och en omfattande restaurering av fortet kom igång.